# Austin Cambridge
Austin Cambridge är en personbil, tillverkad av den brittiska biltillverkaren Austin i två generationer mellan 1954 och 1969.

## Austin A40 Cambridge (1954-57)
A40 Cambridge var en helt ny bil, jämfört med företrädaren A40 Somerset. Bilen hade självbärande kaross, där dörrarna delades med den större systervagnen Austin Westminster. Motor och kraftöverföring hade vidareutvecklats jämfört med Somerset.
Under 1954 och 1955 tillverkades A40-modellen i en tvådörrarsversion för vissa exportmarknader.
När Cambridge-serien uppdaterades i början av 1957, försvann A40-modellen med sin lilla motor.
Tillverkningen uppgick till 30 666 exemplar.

## Austin A50 Cambridge (1954-57)
A50 Cambridge hade en större version av B-seriemotorn. Tillsammans med en annan slutväxel gav detta bättre prestanda och A50-modellen sålde betydligt bättre än A40:n.
Från våren 1956 erbjöds överväxel som extrautrustning och från hösten samma år även den kopplingslösa växellådan Manumatic.
Tillverkningen uppgick till 114 867 exemplar.

## Austin A55 Cambridge (1957-59)
I februari 1957 ersattes A50-modellen av A55 Cambridge. Främsta skillnaden var ett nytt, längre bakparti för större bagageutrymme och en större bakruta. 

## Austin A55/A60 Cambridge (1959-69)
- Se under huvudartikeln: BMC ADO9.

## Motor
Cambridge-serien var försedd med BMC:s B-motor, som redan hunnit debutera i MG Magnette. Motorn var en vidareutveckling av företrädaren i A40-serien.
| Modell | Motor              | Cylindervolym | Effekt | Bränslesystem   |
| ------ | ------------------ | ------------- | ------ | --------------- |
| A40    | 4-cyl radmotor ohv | 1200 cm³      | 42 hk  | Enkel förgasare |
| A50    | 4-cyl radmotor ohv | 1489 cm³      | 50 hk  | Enkel förgasare |
| A55    | 4-cyl radmotor ohv | 1489 cm³      | 51 hk  | Enkel förgasare |
| A60    | 4-cyl radmotor ohv | 1622 cm³      | 58 hk  | Enkel förgasare |